# Лезли-Ен Брант
Лезли-Ен Брант (Кејптаун, 2. децембар 1981) јужноафричка је глумица порекла Обојених Кејпа, која тренутно живи у Окланду, на Новом Зеланду и у Лос Анђелесу, у САД. Брантова је глумила у бројним новозеландским телевизијским серијама, а први пут је међународно уочена у улози робиње Невије у серији Спартак: Крв и песак. Од јануара 2016. године, глуми Мејз (Мазикин) у телевизијској серији Луцифер.

## Младост
Рођена у Кејптауну, Јужноафричкој Републици, Брантова има источноиндијско, немачко, холандско, шпанско и афричко порекло. Течно говори африканерски језик и наводи јогу, хокеј и бејзбол међу своје интересе. У Јужноафричкој Републици такмичарски се бавила хокејом на трави.
Брантова је емигрирала у Окланд 1999. године, са својим родитељима и млађим братом. Брантова је почела да ради у малопродаји у Окланду, пре него што је осигурала посао као консултант за регрутацију, везан за информационе технологије. Такође је радила као промотерка за Ред Бул. Након неких послова као модел, добила је понуде за бројне телевизијске рекламе на Новом Зеланду. Студирала је глуму и обучавала се Мајснеровом техником 2008. године.

## Приватни живот
Брантова се удала за свог дечка након везе од три године, глумца Криса Пејна Гилберта 5. септембра 2015. године. Прво дете пара, син Кингстон Пејн Брант-Гилберт, рођен је у јулу 2017. године.

## Филмографија
| Година    | Оригиналан назив                  | Улога                 | Напомене                      |
| --------- | --------------------------------- | --------------------- | ----------------------------- |
| 2007.     | Shortland Street                  | Сонија                | 1 епизода                     |
| 2009.     | Diplomatic Immunity               | Лејлани Фајгаси       | Главна улога, 13 епизода      |
| 2010.     | Spartacus: Blood and Sand         | Невија                | 13 епизода                    |
| 2010.     | Legend of the Seeker              | сестра Теа            | 1 епизода                     |
| 2010.     | The Hopes & Dreams of Gazza Snell | Шерон                 |                               |
| 2010.     | This Is Not My Life               | WAI репортер / Хине   | 2 епизоде                     |
| 2011.     | Chuck                             | Фатима Тази           | 1 епизода                     |
| 2011.     | Spartacus: Gods of the Arena      | Невија                | Главна улога, 6 епизода       |
| 2011.     | CSI: NY                           | Камила Џордансон      | 2 епизоде                     |
| 2011.     | InSight                           | Валери Кори           |                               |
| 2011.     | Memphis Beat                      | Адријана              | 1 епизода                     |
| 2011.     | Duke                              | Вајолет               |                               |
| 2011.     | Zombie Apocalypse                 | Кеси                  |                               |
| 2012.     | A Beautiful Soul                  | Анђела Бери           |                               |
| 2013.     | Drift                             | Лани                  |                               |
| 2014.     | The Librarians                    | Ламија                | Понављајућа улога, 5 епизода  |
| 2014.     | Single Ladies                     | Нејоми Кокс           | Понављајућа улога, 11 епизода |
| 2014.     | Gotham                            | Лариса Дијаз/Коперхед | 1 епизода                     |
| 2015.     | Painkillers                       | Гац                   |                               |
| 2015.     | Heartlock                         | Тара Шарп             |                               |
| 2016–2021 | Lucifer                           | Мазикин               | Главна улога                  |

| Година | Група         | Наслов                      |
| ------ | ------------- | --------------------------- |
| 2007.  | Battle Circus | „Love in a Fallout Shelter” |
| 2007.  | Nesian Mystik | „R.S.V.P.”                  |